# Rafael Gómez Ortega
Rafael Gómez Ortega (Madrid, 16 de julio de 1882-Sevilla, 25 de mayo de 1960), apodado Gallito, el Gallo y después el Divino Calvo, fue un célebre torero español, hermano mayor de Joselito y miembro de la familia Gallo.

## Biografía
Era miembro de la famosa dinastía torera de los Gallo, desde su padre Fernando Gómez García, hasta sus dos hermanos Fernando y Joselito. Era de etnia gitana por parte de su madre, Gabriela Ortega Feria, a quien llamaban «la Seña Gabriela», nacida en Cádiz el 30 de julio de 1862 en la calle Santo Domingo, 28 en pleno barrio de Santa María. También fue cuñado de Ignacio Sánchez Mejías, casado con su hermana Dolores Gómez.

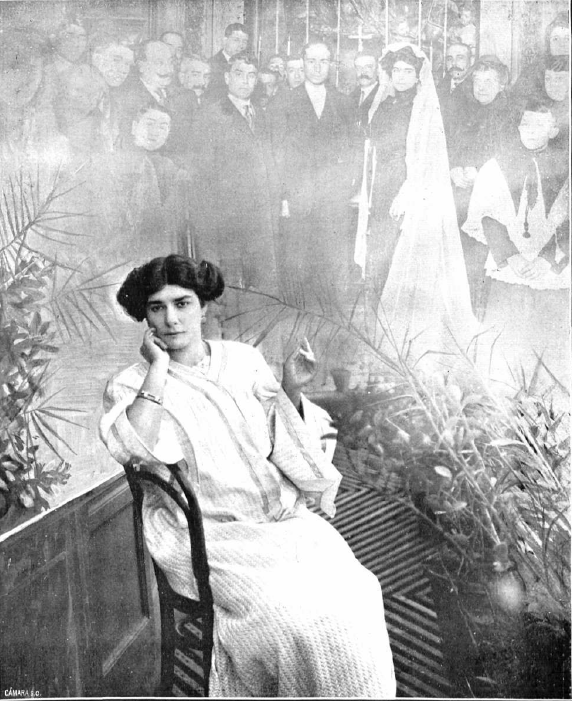
Su matrimonio con la bailaora Pastora Imperio no duró un año

Comenzó a torear becerradas con nueve años. Tomó la alternativa en la Real Maestranza de Sevilla el 28 de septiembre de 1902, con Emilio Torres, Bombita, como padrino, y Ricardo Torres, Bombita Chico, como testigo. La confirmación en Madrid se produjo en 1904 siendo su padrino Lagartijo chico. Contrajo matrimonio con la cantaora Pastora Imperio el 20 de febrero de 1911 en la iglesia de San Sebastián de Madrid, pero su matrimonio no duró ni un año. Uno de sus mayores éxitos se produjo en Madrid, en 1912 con el toro Jerezano: con él consiguió cuajar una faena muy completa y conquistar al público madrileño. Pero, sin duda, el triunfo más sonado fue en esa misma plaza con el toro Peluquero, de la ganadería de Bañuelos, al que le cortó una oreja el dos de mayo de ese mismo año.
La trágica muerte de su hermano José en 1920 lo trastornó y abatió profundamente. Se retiró de los ruedos el 4 de octubre de 1936 en Barcelona. Una vez terminada la guerra civil española, regresó a Sevilla, donde siguió participando en numerosos festivales junto a Juan Belmonte, su amigo del alma y valedor. En los últimos años de su vida solía participar, junto a Belmonte, en una famosa tertulia taurina sevillana que se celebraba en aquella época en el bar Los Corales.
En el ámbito de sus aficiones, era un gran sevillista, que incluso bajaba a saludar a los futbolistas a los vestuarios en la época de Helenio Herrera, como así atestiguan las fotos.[cita requerida] En 1955 hace un cameo en la película española Historias de la radio. En ella, el actor Paco Rabal le realiza una mini entrevista en los estudios de Radio Madrid.
Murió en Sevilla el 25 de mayo de 1960 y sus restos descansan en el cementerio de San Fernando, junto a los de su hermano José, bajo un mausoleo esculpido por Mariano Benlliure.

## Trayectoria y estilo

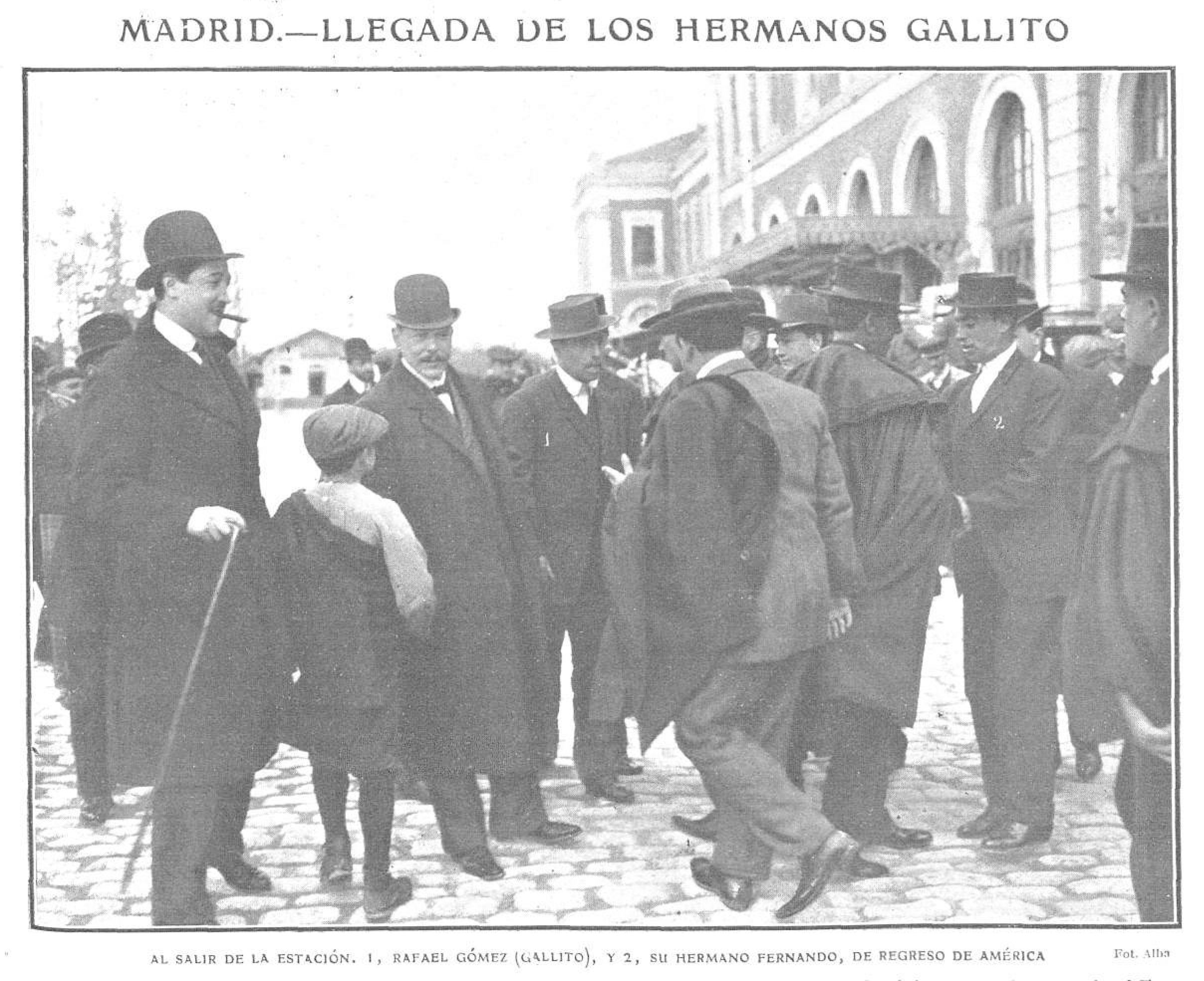
Llegada en marzo de 1909 de los hermanos Gallito (Rafael y Fernando) a Madrid, en la estación del Norte, tras un viaje por América.

Rafael Gómez Ortega fue un personaje pintoresco, desprendido y generoso, con una vida azarosa, plagada de divertidas anécdotas. Pero fue sobre todo un torero de gran calidad, incluso genial, de estilo elegante y variado. Dio pie a un arquetipo de torero-artista, genial e irregular, que alternaba estrepitosas espantás «prefiero una bronca a una corná», solía decir y tardes de enormes triunfos con aquellos toros que le gustaban. Fue el primer torero de primer nivel que se negó a torear ciertos toros, que incluso los dejaba marchar vivos, con el consiguiente escándalo aunque el público se lo toleraba todo. Por eso se ha definido su toreo como «anticombativo»: se negaba a la lucha contra el toro, a la espera de que le gustase un toro para expresar su arte, camino que luego transitaron figuras geniales y «anticombativas» como Curro Romero o Rafael de Paula.
Muy influido por Lagartijo —a quien conoció a través de su padre—, fue un torero clásico, muy completo, fiel representante de la vieja lidia. Aportó también importantes innovaciones, como la serpentina, el par del trapecio, los cambios de manos por la espalda, el pase del celeste imperio —que luego, en tiempos de Manolete, pasó a llamarse «estatuario»—. El crítico Gregorio Corrochano insistía en su clasicismo, que a veces quedaba oculto por su estilo florido y sus desplantes:

Rafael era un torero clásico, con el arte jugoso de la escuela sevillana. Tan clásico era que macheteaba con la izquierda, suerte poco lucida, pero necesaria, como hacían los clásicos. Así ganaba tiempo preparando la hora de matar.
Diario ABC